# ホナタン・コペテ
ホナタン・コペテ・バレンシア（スペイン語: Jonathan Copete Valencia、1988年1月23日 - ）は、コロンビアのサッカー選手。コロンビア代表。ポジションはMFまたはFW。

## クラブ歴

### ベネズエラ
コロンビアのサンティアゴ・デ・カリに生まれたが、アルゼンチンのクラブ・アルマグロの下部組織からベネズエラのトルヒジャーノスFCに移り選手デビューした。2007年にアトレティコ・トルヒージョに移った。その後トルヒジャーノスに戻ったが、1年でザモラFCに移籍、2011年のクラウスーラでは得点王に輝いた。

### サンタフェ
2011年にコロンビアのインデペンディエンテ・サンタフェに移籍。2012年のアペルトゥーラを制し、彼自身も決勝第2試合で得点を決めるなど合計7得点を記録した。

### ベレズ
2012年、プリメーラ・ディビシオン・デ・アルヘンティーナのCAベレス・サルスフィエルドが所有権の50%を300万米ドルで購入し同クラブに移籍。早々に怪我をしてしまったが復帰後に活躍し、2012年イニシアルのタイトルに貢献した。
2014年1月に6月までのレンタル移籍で古巣のインデペンディエンテ・サンタフェに加入した。

### アトレティコ・ナシオナル
2014年7月9日にアトレティコ・ナシオナルに移籍。半年で11得点を記録した。

### サントス

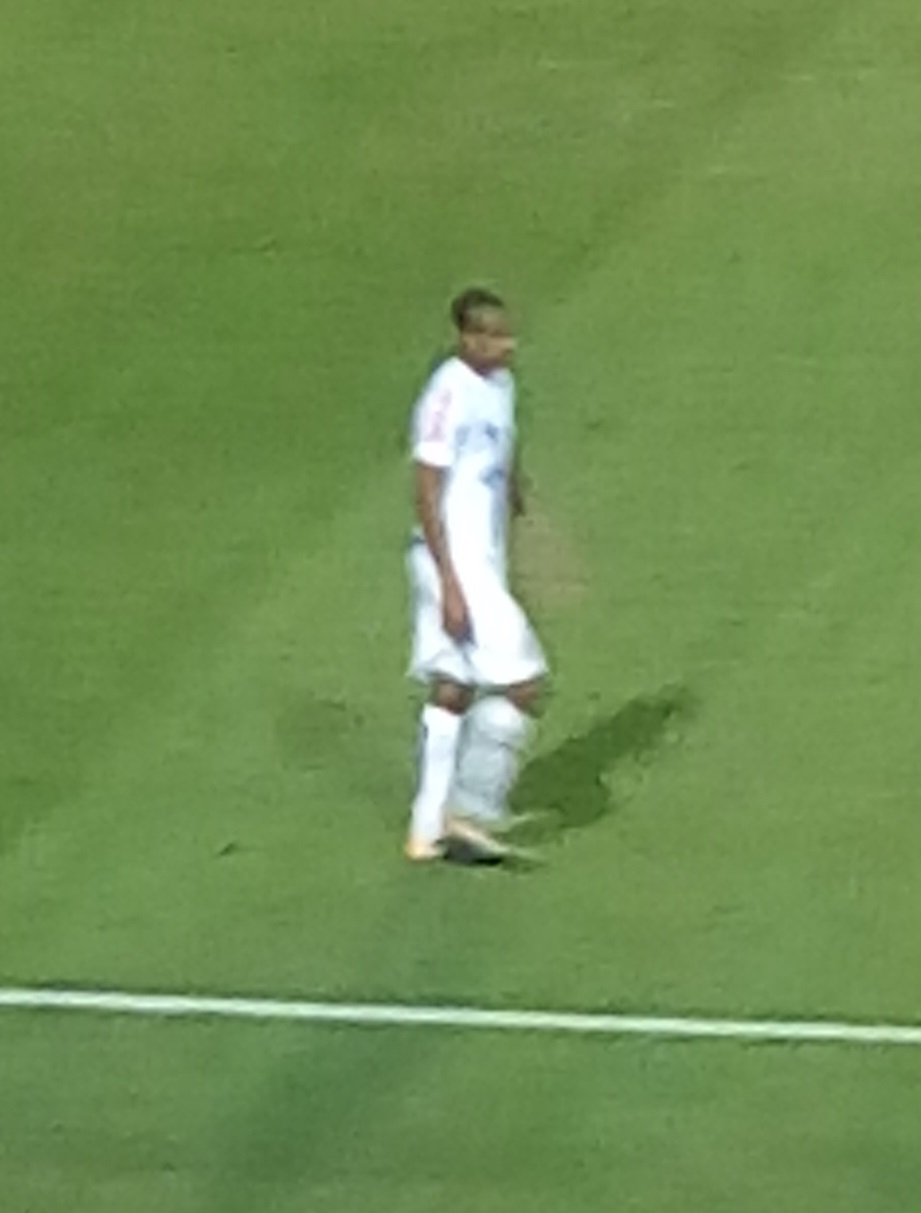
2017年、サントス時代

コパ・リベルタドーレス2016での活躍が目に留まり、2016年5月23日に150万米ドルでカンピオナート・ブラジレイロ・セリエAのサントスFCに移籍。国際移籍市場が開いた6月23日に4年契約を締結し加入した。
6月29日のグレミオFBPAとの試合でハーフタイムにヴィトール・ブエノに代わって投入され初出場。4日後のアソシアソン・シャペコエンセ・ジ・フチボウ戦では途中出場から2アシスト1得点をし、3-0のスコアで勝利という大活躍を見せた。10月のサンパウロFCとのダービーマッチでも決勝点を決めた他、SEパルメイラスからも決勝点を決めて名を上げた。11月も2試合で3得点、ヴィトール・ブエノと並んでクラブの得点王となった。
2017年7月9日にサンパウロからハットトリックを決めた。月末のCRフラメンゴ戦で2得点を決めた事によってフアン・ラウル・エチェバリエタが持っていたサントスの外人最多得点記録である22得点を追い越した。

## 代表歴
2016年11月4日に2018 FIFAワールドカップ・南米予選のチリ代表、アルゼンチン代表戦のメンバーに選出された。11日後のアルゼンチン戦でダニエル・アレハンドロ・トーレスに代わって出場し代表初出場となったが試合は0-3で敗北した。